# Attaque à la voiture-bélier du 18 mai 2017 à Times Square
L'attaque à la voiture-bélier de Times Square s'est déroulée le 18 mai 2017 à New York aux États-Unis. Son bilan s'élève à une victime décédée et vingt-deux blessés.

## Les faits
Une voiture Honda Accord a foncé sur un groupe de personnes au carrefour de Times Square, renversant vingt-trois personnes, en tuant une et blessant les vingt-deux autres. Le conducteur est interpellé par les policiers new-yorkais quelques instants plus tard.

## L'auteur
L'auteur de cette attaque est un homme de 26 ans, ancien électricien ayant servi dans la marine des États-Unis et nommé Richard Rojas.

## Les victimes
La victime décédée est une adolescente de 18 ans nommée Alyssa Elsman, tandis que sa petite sœur de 13 ans fait partie des vingt-deux blessés.